# Formule 1 in 2015

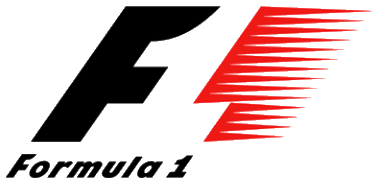
Formule 1 logo

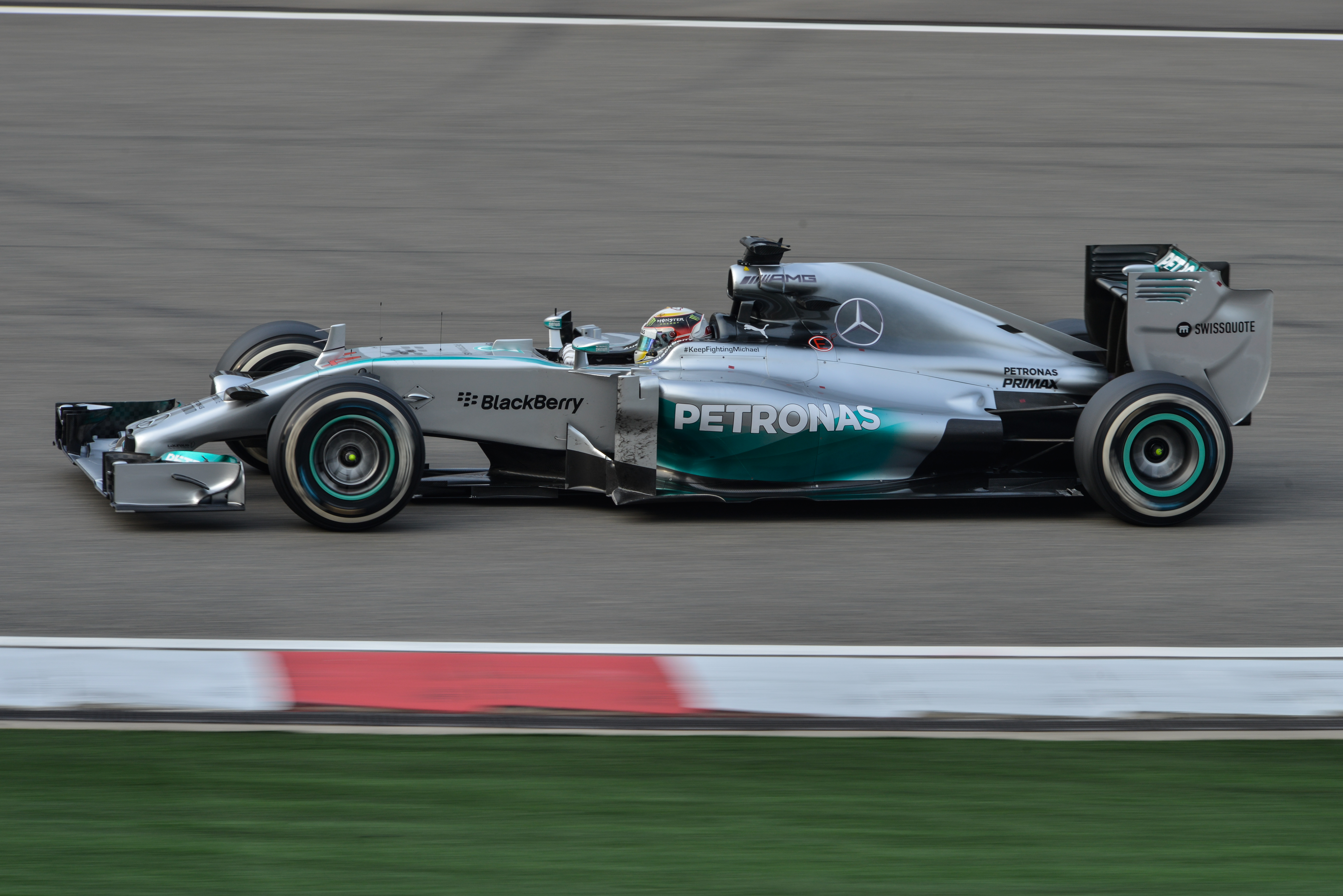
Mercedes werd wereldkampioen bij de constructeurs in 2015

Het Formule 1-seizoen 2015 was het 66ste seizoen van het FIA Formula One World Championship. Het startte op 15 maart en eindigde op 29 november na negentien races.
Lewis Hamilton was de verdedigend wereldkampioen bij de coureurs en zijn team Mercedes bij de constructeurs. Tijdens het seizoen 2015 werden negentien Grand Prix verreden, waarbij werd begonnen met de Grand Prix van Australië op 15 maart. Het seizoen werd op 29 november afgesloten tijdens de Grand Prix van Abu Dhabi.
Mercedes werd bij de Grand Prix van Rusland gekroond tot kampioen bij de constructeurs, Lewis Hamilton werd twee weken later tijdens de race in de Verenigde Staten wereldkampioen bij de rijders.

## Kalender

Landen die in 2015 een Grand Prix organiseerden zijn getoond in het groen, voormalige organiserende landen zijn getoond in een zalmkleur.

De voorlopige kalender werd op 12 september 2014 bekendgemaakt en telde 20 races, één meer dan in 2014. Op 3 december 2014 werd de definitieve kalender gepresenteerd met een record aantal van 21 races. Op 6 januari werd echter een aangepaste definitieve nieuwe kalender gepresenteerd die weer 20 races had. Nadat het seizoen al begonnen was werd op 20 maart de Grand Prix van Duitsland van de kalender gehaald.
| GP nr. | Ronde | Grand Prix                 | Circuit                            | Plaats            | Datum        |
| ------ | ----- | -------------------------- | ---------------------------------- | ----------------- | ------------ |
| 917    | 1     | GP van Australië           | Albert Park                        | Melbourne         | 15 maart     |
| 918    | 2     | GP van Maleisië            | Sepang International Circuit       | Sepang            | 29 maart     |
| 919    | 3     | GP van China               | Shanghai International Circuit     | Jiading           | 12 april     |
| 920    | 4     | GP van Bahrein             | Bahrain International Circuit      | Sakhir            | 19 april     |
| 921    | 5     | GP van Spanje              | Circuit de Barcelona-Catalunya     | Montmeló          | 10 mei       |
| 922    | 6     | GP van Monaco              | Circuit de Monaco                  | Monte Carlo       | 24 mei       |
| 923    | 7     | GP van Canada              | Circuit Gilles Villeneuve          | Montreal (Quebec) | 7 juni       |
| 924    | 8     | GP van Oostenrijk          | Red Bull Ring                      | Spielberg         | 21 juni      |
| 925    | 9     | GP van Groot-Brittannië    | Silverstone Circuit                | Silverstone       | 5 juli       |
| 926    | 10    | GP van Hongarije           | Hungaroring                        | Mogyoród          | 26 juli      |
| 927    | 11    | GP van België              | Circuit de Spa-Francorchamps       | Stavelot          | 23 augustus  |
| 928    | 12    | GP van Italië              | Autodromo Nazionale Monza          | Monza             | 6 september  |
| 929    | 13    | GP van Singapore           | Marina Bay Street Circuit          | Singapore         | 20 september |
| 930    | 14    | GP van Japan               | Suzuka International Racing Course | Suzuka            | 27 september |
| 931    | 15    | GP van Rusland             | Sochi Autodrom                     | Sotsji            | 11 oktober   |
| 932    | 16    | GP van de Verenigde Staten | Circuit of the Americas            | Austin (Texas)    | 25 oktober   |
| 933    | 17    | GP van Mexico              | Autódromo Hermanos Rodríguez       | Mexico-Stad       | 1 november   |
| 934    | 18    | GP van Brazilië            | Autódromo José Carlos Pace         | São Paulo         | 15 november  |
| 935    | 19    | GP van Abu Dhabi           | Yas Marina Circuit                 | Yas               | 29 november  |

### Kalenderwijzigingen in 2015
- De GP van China en de GP van Bahrein verwisselden van plaats op de kalender.
- De Grand Prix van Mexico maakte zijn terugkeer op de kalender. De laatste keer dat er in Mexico een Formule 1-race werd gehouden was in 1992.

### Afgelast
De organisatie van de GP van Korea besloot de Grand Prix niet te organiseren ondanks een verrassingstoevoeging op de kalender op 3 december 2014. De race werd afgelast en verdween weer van de kalender op 6 januari 2015.
De organisatie van de GP van Duitsland op de Nürburgring kon geen overeenkomst krijgen met Bernie Ecclestone waardoor er een patstelling kwam omdat ook de Hockenheimring geen race wilde organiseren. De Grand Prix werd afgelast en hierdoor was er voor het eerst sinds 1960 geen Grand Prix-wedstrijd in Duitsland.
| Ronde | Grand Prix       | Circuit                      | Plaats  | Originele datum |
| ----- | ---------------- | ---------------------------- | ------- | --------------- |
| 5     | GP van Korea     | Korean International Circuit | Yeongam | 3 mei 2015      |
| 11    | GP van Duitsland | Nürburgring                  | Nürburg | 19 juli 2015    |

### Autopresentaties
| Constructeur            | Chassis       | Presentatiedatum | Presentatielocatie |
| ----------------------- | ------------- | ---------------- | ------------------ |
| Williams-Mercedes       | FW37          | 21 januari 2015  | Online             |
| Lotus-Mercedes          | E23 Hybrid    | 26 januari 2015  | Online             |
| McLaren-Honda           | MP4-30        | 29 januari 2015  | Online             |
| Ferrari                 | SF15-T        | 30 januari 2015  | Online             |
| Sauber-Ferrari          | C34           | 30 januari 2015  | Online             |
| STR-Renault             | STR10         | 31 januari 2015  | Jerez              |
| Mercedes                | F1 W06 Hybrid | 1 februari 2015  | Jerez              |
| Red Bull Racing-Renault | RB11          | 1 februari 2015  | Jerez              |
| Force India-Mercedes    | VJM08         | 27 februari 2015 | Jerez              |
| Marussia-Ferrari        | MR03B         | 12 maart 2015    | Melbourne          |
| Force India-Mercedes    | VJM08B        | 3 juli 2015      | Silverstone        |

## Ingeschreven teams en coureurs
De volgende teams en coureurs namen deel aan het 'FIA Formula One World Championship' 2015. Alle teams reden met banden geleverd door Pirelli.
| Inschrijving                  | Constructeur                | Chassis       | Motor                  | Nr. | Coureur          | Ronde             | Nr. | Coureur vrije training | Ronde            |
| ----------------------------- | --------------------------- | ------------- | ---------------------- | --- | ---------------- | ----------------- | --- | ---------------------- | ---------------- |
| Scuderia Ferrari              | Ferrari                     | SF15-T        | Ferrari 059/4          | 5   | Sebastian Vettel | Alle              |     |                        |                  |
| Scuderia Ferrari              | Ferrari                     | SF15-T        | Ferrari 059/4          | 7   | Kimi Räikkönen   | Alle              |     |                        |                  |
| Sahara Force India F1 Team    | Force India-Mercedes        | VJM08 VJM08B  | Mercedes PU106B Hybrid | 11  | Sergio Pérez     | Alle              |     |                        |                  |
| Sahara Force India F1 Team    | Force India-Mercedes        | VJM08 VJM08B  | Mercedes PU106B Hybrid | 27  | Nico Hülkenberg  | Alle              |     |                        |                  |
| Lotus F1 Team                 | Lotus-Mercedes              | E23 Hybrid    | Mercedes PU106B Hybrid | 8   | Romain Grosjean  | Alle              | 30  | Jolyon Palmer          | 3–5, 8–12, 14–19 |
| Lotus F1 Team                 | Lotus-Mercedes              | E23 Hybrid    | Mercedes PU106B Hybrid | 13  | Pastor Maldonado | Alle              | 30  | Jolyon Palmer          | 3–5, 8–12, 14–19 |
| Manor Marussia F1 Team        | Marussia-Ferrari            | MR03B         | Ferrari 059/3          | 28  | Will Stevens     | Alle *1           | 42  | Fabio Leimer           | 10               |
| Manor Marussia F1 Team        | Marussia-Ferrari            | MR03B         | Ferrari 059/3          | 98  | Roberto Merhi    | 1 *1 2-12, 15, 19 | 42  | Fabio Leimer           | 10               |
| Manor Marussia F1 Team        | Marussia-Ferrari            | MR03B         | Ferrari 059/3          | 53  | Alexander Rossi  | 13-14, 16-18      | 42  | Fabio Leimer           | 10               |
| McLaren Honda                 | McLaren-Honda               | MP4-30        | Honda RA615H           | 20  | Kevin Magnussen  | 1                 |     |                        |                  |
| McLaren Honda                 | McLaren-Honda               | MP4-30        | Honda RA615H           | 14  | Fernando Alonso  | 2-19              |     |                        |                  |
| McLaren Honda                 | McLaren-Honda               | MP4-30        | Honda RA615H           | 22  | Jenson Button    | Alle              |     |                        |                  |
| Mercedes AMG Petronas F1 Team | Mercedes                    | F1 W06 Hybrid | Mercedes PU106B Hybrid | 6   | Nico Rosberg     | Alle              |     |                        |                  |
| Mercedes AMG Petronas F1 Team | Mercedes                    | F1 W06 Hybrid | Mercedes PU106B Hybrid | 44  | Lewis Hamilton   | Alle              |     |                        |                  |
| Infiniti Red Bull Racing      | Red Bull Racing-Renault     | RB11          | Renault Energy F1-2015 | 3   | Daniel Ricciardo | Alle              |     |                        |                  |
| Infiniti Red Bull Racing      | Red Bull Racing-Renault     | RB11          | Renault Energy F1-2015 | 26  | Daniil Kvjat     | Alle              |     |                        |                  |
| Sauber F1 Team                | Sauber-Ferrari              | C34           | Ferrari 059/4          | 9   | Marcus Ericsson  | Alle              | 36  | Raffaele Marciello     | 2, 5, 9, 16      |
| Sauber F1 Team                | Sauber-Ferrari              | C34           | Ferrari 059/4          | 12  | Felipe Nasr      | Alle              | 36  | Raffaele Marciello     | 2, 5, 9, 16      |
| Scuderia Toro Rosso           | Scuderia Toro Rosso-Renault | STR10         | Renault Energy F1-2015 | 33  | Max Verstappen   | Alle              |     |                        |                  |
| Scuderia Toro Rosso           | Scuderia Toro Rosso-Renault | STR10         | Renault Energy F1-2015 | 55  | Carlos Sainz jr. | Alle              |     |                        |                  |
| Williams Martini Racing       | Williams-Mercedes           | FW37          | Mercedes PU106B Hybrid | 19  | Felipe Massa     | Alle              | 41  | Susie Wolff            | 5, 9             |
| Williams Martini Racing       | Williams-Mercedes           | FW37          | Mercedes PU106B Hybrid | 77  | Valtteri Bottas  | Alle              | 41  | Susie Wolff            | 5, 9             |

*1 Will Stevens en Roberto Merhi waren allebei ingeschreven voor de eerste Grand Prix in Australië maar het team van Marussia kon de wagens niet tijdig rijklaar maken.

### Veranderingen bij de teams in 2015
- McLaren stapte in 2015 over van Mercedes-motoren naar Honda-motoren.
- Lotus stapte in 2015 over van Renault-motoren naar Mercedes-motoren.
- Het Caterham F1 Team en het Marussia F1 Team kwamen aan het eind van 2014 in financiële problemen. Voor het team van Caterham betekende dit dat zij niet meer deelnamen aan het kampioenschap in 2015, Marussia daarentegen kon zich uit de problemen werken en stond wel op de startlijst voor het seizoen 2015.[27]

### Veranderingen bij de coureurs in 2015

#### Van team / functie veranderd
- Fernando Alonso: Ferrari → McLaren-Honda[17]
- Marcus Ericsson: Caterham-Renault → Sauber-Ferrari[22]
- Esteban Gutiérrez: Sauber-Ferrari → Ferrari (testcoureur)[28]
- Daniil Kvjat: STR-Renault → Red Bull Racing-Renault[21]
- Kevin Magnussen: McLaren-Mercedes → McLaren-Honda (testcoureur)[17]
- Will Stevens: Caterham-Renault → Marussia-Ferrari[13]
- Adrian Sutil: Sauber-Ferrari → Williams-Mercedes (testcoureur)[29]
- Sebastian Vettel: Red Bull Racing-Renault → Ferrari[7]

#### Nieuw / teruggekeerd in de Formule 1
- Roberto Merhi: Formule Renault 3.5 Series (Zeta Corse) → Marussia-Ferrari[14]
- Felipe Nasr: GP2 Series (Carlin) → Sauber-Ferrari[23]
- Carlos Sainz jr.: Formule Renault 3.5 Series (DAMS) → STR-Renault[25]
- Max Verstappen: Europees Formule 3-kampioenschap (Van Amersfoort Racing) → STR-Renault[24]

#### Uit de Formule 1
- Jules Bianchi: Marussia-Ferrari → Door een zwaar ongeluk tijdens de Grand Prix van Japan in 2014 in coma geraakt en overleden op 17 juli 2015.[30]
- Max Chilton: Marussia-Ferrari → FIA World Endurance Championship (Nissan)[31]
- Kamui Kobayashi: Caterham-Renault → Super Formula (Team Le Mans)[32]
- Jean-Éric Vergne: STR-Renault → Formule E (Andretti Autosport)[33]

#### Tijdens het seizoen
- Kevin Magnussen verving Fernando Alonso bij het team McLaren tijdens de eerste race van het seizoen in Australië. Ten gevolge van een ongeluk tijdens een testsessie voorafgaand aan het seizoen, mocht Alonso op doktersadvies niet starten.[16]
- Alexander Rossi verving Roberto Merhi bij het Manor F1 Team vanaf de Grand Prix van Singapore. Merhi keerde wel terug voor de races in Rusland en Abu Dhabi, aangezien Rossi op dat moment verplichtingen had in de GP2 Series.[15]

## Resultaten en klassement

### Grands Prix
| Ronde | Grand Prix                 | Poleposition     | Snelste ronde    | Winnende coureur | Winnende constructeur | Verslag |
| ----- | -------------------------- | ---------------- | ---------------- | ---------------- | --------------------- | ------- |
| 1     | GP van Australië           | Lewis Hamilton   | Lewis Hamilton   | Lewis Hamilton   | Mercedes              | Verslag |
| 2     | GP van Maleisië            | Lewis Hamilton   | Nico Rosberg     | Sebastian Vettel | Ferrari               | Verslag |
| 3     | GP van China               | Lewis Hamilton   | Lewis Hamilton   | Lewis Hamilton   | Mercedes              | Verslag |
| 4     | GP van Bahrein             | Lewis Hamilton   | Kimi Räikkönen   | Lewis Hamilton   | Mercedes              | Verslag |
| 5     | GP van Spanje              | Nico Rosberg     | Lewis Hamilton   | Nico Rosberg     | Mercedes              | Verslag |
| 6     | GP van Monaco              | Lewis Hamilton   | Daniel Ricciardo | Nico Rosberg     | Mercedes              | Verslag |
| 7     | GP van Canada              | Lewis Hamilton   | Kimi Räikkönen   | Lewis Hamilton   | Mercedes              | Verslag |
| 8     | GP van Oostenrijk          | Lewis Hamilton   | Nico Rosberg     | Nico Rosberg     | Mercedes              | Verslag |
| 9     | GP van Groot-Brittannië    | Lewis Hamilton   | Lewis Hamilton   | Lewis Hamilton   | Mercedes              | Verslag |
| 10    | GP van Hongarije           | Lewis Hamilton   | Daniel Ricciardo | Sebastian Vettel | Ferrari               | Verslag |
| 11    | GP van België              | Lewis Hamilton   | Nico Rosberg     | Lewis Hamilton   | Mercedes              | Verslag |
| 12    | GP van Italië              | Lewis Hamilton   | Lewis Hamilton   | Lewis Hamilton   | Mercedes              | Verslag |
| 13    | GP van Singapore           | Sebastian Vettel | Daniel Ricciardo | Sebastian Vettel | Ferrari               | Verslag |
| 14    | GP van Japan               | Nico Rosberg     | Lewis Hamilton   | Lewis Hamilton   | Mercedes              | Verslag |
| 15    | GP van Rusland             | Nico Rosberg     | Sebastian Vettel | Lewis Hamilton   | Mercedes              | Verslag |
| 16    | GP van de Verenigde Staten | Nico Rosberg     | Nico Rosberg     | Lewis Hamilton   | Mercedes              | Verslag |
| 17    | GP van Mexico              | Nico Rosberg     | Nico Rosberg     | Nico Rosberg     | Mercedes              | Verslag |
| 18    | GP van Brazilië            | Nico Rosberg     | Lewis Hamilton   | Nico Rosberg     | Mercedes              | Verslag |
| 19    | GP van Abu Dhabi           | Nico Rosberg     | Lewis Hamilton   | Nico Rosberg     | Mercedes              | Verslag |

### Puntentelling
Punten werden toegekend aan de top tien geklasseerde coureurs.
| Positie | 01e0 | 02e0 | 03e0 | 04e0 | 05e0 | 06e0 | 07e0 | 08e0 | 09e0 | 010e0 |
| Punten  | 25   | 18   | 15   | 12   | 10   | 8    | 6    | 4    | 2    | 1     |

### Klassement bij de coureurs
| Pos. | Nr. | Coureur          | Grands Prix | Grands Prix | Grands Prix | Grands Prix | Grands Prix | Grands Prix | Grands Prix | Grands Prix | Grands Prix | Grands Prix | Grands Prix | Grands Prix | Grands Prix | Grands Prix | Grands Prix | Grands Prix | Grands Prix | Grands Prix | Grands Prix | Punten |
| Pos. | Nr. | Coureur          | AUS         | MAL         | CHN         | BHR         | SPA         | MON         | CAN         | OOS         | GBR         | HON         | BEL         | ITA         | SIN         | JPN         | RUS         | VST         | MEX         | BRA         | ABU         | Punten |
| ---- | --- | ---------------- | ----------- | ----------- | ----------- | ----------- | ----------- | ----------- | ----------- | ----------- | ----------- | ----------- | ----------- | ----------- | ----------- | ----------- | ----------- | ----------- | ----------- | ----------- | ----------- | ------ |
| 1    | 44  | Lewis Hamilton   | 1PS         | 2P          | 1PS         | 1P          | 2S          | 3P          | 1P          | 2P          | 1PS         | 6P          | 1P          | 1PS         | DNF         | 1S          | 1           | 1           | 2           | 2S          | 2S          | 381    |
| 2    | 6   | Nico Rosberg     | 2           | 3S          | 2           | 3           | 1P          | 1           | 2           | 1S          | 2           | 8           | 2S          | 17†         | 4           | 2P          | DNFP        | 2PS         | 1PS         | 1P          | 1P          | 322    |
| 3    | 5   | Sebastian Vettel | 3           | 1           | 3           | 5           | 3           | 2           | 5           | 4           | 3           | 1           | 12†         | 2           | 1P          | 3           | 2S          | 3           | DNF         | 3           | 4           | 278    |
| 4    | 7   | Kimi Räikkönen   | DNF         | 4           | 4           | 2S          | 5           | 6           | 4S          | DNF         | 8           | DNF         | 7           | 5           | 3           | 4           | 8           | DNF         | DNF         | 4           | 3           | 150    |
| 5    | 77  | Valtteri Bottas  | DNS         | 5           | 6           | 4           | 4           | 14          | 3           | 5           | 5           | 13          | 9           | 4           | 5           | 5           | 12†         | DNF         | 3           | 5           | 13          | 136    |
| 6    | 19  | Felipe Massa     | 4           | 6           | 5           | 10          | 6           | 15          | 6           | 3           | 4           | 12          | 6           | 3           | DNF         | 17          | 4           | DNF         | 6           | DSQ         | 8           | 121    |
| 7    | 26  | Daniil Kvjat     | DNS         | 9           | DNF         | 9           | 10          | 4           | 9           | 12          | 6           | 2           | 4           | 10          | 6           | 13          | 5           | DNF         | 4           | 7           | 10          | 95     |
| 8    | 3   | Daniel Ricciardo | 6           | 10          | 9           | 6           | 7           | 5S          | 13          | 10          | DNF         | 3S          | DNF         | 8           | 2S          | 15          | 15†         | 10          | 5           | 11          | 6           | 92     |
| 9    | 11  | Sergio Pérez     | 10          | 13          | 11          | 8           | 13          | 7           | 11          | 9           | 9           | DNF         | 5           | 6           | 7           | 12          | 3           | 5           | 8           | 12          | 5           | 78     |
| 10   | 27  | Nico Hülkenberg  | 7           | 14          | DNF         | 13          | 15          | 11          | 8           | 6           | 7           | DNF         | DNS         | 7           | DNF         | 6           | DNF         | DNF         | 7           | 6           | 7           | 58     |
| 11   | 8   | Romain Grosjean  | DNF         | 11          | 7           | 7           | 8           | 12          | 10          | DNF         | DNF         | 7           | 3           | DNF         | 13†         | 7           | DNF         | DNF         | 10          | 8           | 9           | 51     |
| 12   | 33  | Max Verstappen   | DNF         | 7           | 17†         | DNF         | 11          | DNF         | 15          | 8           | DNF         | 4           | 8           | 12          | 8           | 9           | 10          | 4           | 9           | 9           | 16          | 49     |
| 13   | 12  | Felipe Nasr      | 5           | 12          | 8           | 12          | 12          | 9           | 16          | 11          | DNS         | 11          | 11          | 13          | 10          | 20†         | 6           | 9           | DNF         | 13          | 15          | 27     |
| 14   | 13  | Pastor Maldonado | DNF         | DNF         | DNF         | 15          | DNF         | DNF         | 7           | 7           | DNF         | 14          | DNF         | DNF         | 12          | 8           | 7           | 8           | 11          | 10          | DNF         | 27     |
| 15   | 55  | Carlos Sainz jr. | 9           | 8           | 13          | DNF         | 9           | 10          | 12          | DNF         | DNF         | DNF         | DNF         | 11          | 9           | 10          | DNF         | 7           | 13          | DNF         | 11          | 18     |
| 16   | 22  | Jenson Button    | 11          | DNF         | 14          | DNS         | 16          | 8           | DNF         | DNF         | DNF         | 9           | 14          | 14          | DNF         | 16          | 9           | 6           | 14          | 14          | 12          | 16     |
| 17   | 14  | Fernando Alonso  |             | DNF         | 12          | 11          | DNF         | DNF         | DNF         | DNF         | 10          | 5           | 13          | 18†         | DNF         | 11          | 11          | 11          | DNF         | 15          | 17          | 11     |
| 18   | 9   | Marcus Ericsson  | 8           | DNF         | 10          | 14          | 14          | 13          | 14          | 13          | 11          | 10          | 10          | 9           | 11          | 14          | DNF         | DNF         | 12          | 16          | 14          | 9      |
| 19   | 98  | Roberto Merhi    | DNP         | 15          | 16          | 17          | 18          | 16          | DNF         | 14          | 12          | 15          | 15          | 16          |             |             | 13          |             |             |             | 19          | 0      |
| 20   | 53  | Alexander Rossi  |             |             |             |             |             |             |             |             |             |             |             |             | 14          | 18          |             | 12          | 15          | 18          |             | 0      |
| 21   | 28  | Will Stevens     | DNP         | DNS         | 15          | 16          | 17          | 17          | 17          | DNF         | 13          | 16†         | 16          | 15          | 15          | 19          | 14          | DNF         | 16          | 17          | 18          | 0      |
| -    | 20  | Kevin Magnussen  | DNS         |             |             |             |             |             |             |             |             |             |             |             |             |             |             |             |             |             |             | 0      |
| Pos. | Nr. | Coureur          | AUS         | MAL         | CHN         | BHR         | SPA         | MON         | CAN         | OOS         | GBR         | HON         | BEL         | ITA         | SIN         | JPN         | RUS         | VST         | MEX         | BRA         | ABU         | Punten |
| Pos. | Nr. | Coureur          | Grands Prix |             |             |             |             |             |             |             |             |             |             |             |             |             |             |             |             |             |             | Punten |

| Resultaat                       |
| ------------------------------- |
| Winnaar                         |
| Tweede plaats                   |
| Derde plaats                    |
| Gefinisht (punten behaald)      |
| Gefinisht (geen punten behaald) |
| Niet geklasseerd (NC)           |
| Uitgevallen (DNF)               |
| Niet gekwalificeerd (DNQ)       |
| Gediskwalificeerd (DSQ)         |
| Niet gestart (DNS)              |
| Gewond (INJ)                    |
| Uitgesloten (EX)                |
| Teruggetrokken (WD)             |
| Niet deelgenomen (blanco cel)   |
| P Pole position                 |
| S Snelste ronde                 |

Opmerkingen:

- † — Coureur is niet gefinisht in de GP, maar heeft wel 90% van de race-afstand afgelegd, waardoor hij als geclassificeerd genoteerd staat.

### Klassement bij de constructeurs
| Pos. | Constructeur         | Nr. | Grands Prix | Grands Prix | Grands Prix | Grands Prix | Grands Prix | Grands Prix | Grands Prix | Grands Prix | Grands Prix | Grands Prix | Grands Prix | Grands Prix | Grands Prix | Grands Prix | Grands Prix | Grands Prix | Grands Prix | Grands Prix | Grands Prix | Punten |
| Pos. | Constructeur         | Nr. | AUS         | MAL         | CHN         | BHR         | SPA         | MON         | CAN         | OOS         | GBR         | HON         | BEL         | ITA         | SIN         | JPN         | RUS         | VST         | MEX         | BRA         | ABU         | Punten |
| ---- | -------------------- | --- | ----------- | ----------- | ----------- | ----------- | ----------- | ----------- | ----------- | ----------- | ----------- | ----------- | ----------- | ----------- | ----------- | ----------- | ----------- | ----------- | ----------- | ----------- | ----------- | ------ |
| 1    | Mercedes             | 6   | 2           | 3S          | 2           | 3           | 1P          | 1           | 2           | 1S          | 2           | 8           | 2S          | 17†         | 4           | 2P          | DNFP        | 2PS         | 1PS         | 1P          | 1P          | 703    |
| 1    | Mercedes             | 44  | 1PS         | 2P          | 1PS         | 1P          | 2S          | 3P          | 1P          | 2P          | 1PS         | 6P          | 1P          | 1PS         | DNF         | 1S          | 1           | 1           | 2           | 2S          | 2S          | 703    |
| 2    | Ferrari              | 5   | 3           | 1           | 3           | 5           | 3           | 2           | 5           | 4           | 3           | 1           | 12†         | 2           | 1P          | 3           | 2S          | 3           | DNF         | 3           | 4           | 428    |
| 2    | Ferrari              | 7   | DNF         | 4           | 4           | 2S          | 5           | 6           | 4S          | DNF         | 8           | DNF         | 7           | 5           | 3           | 4           | 8           | DNF         | DNF         | 4           | 3           | 428    |
| 3    | Williams-Mercedes    | 19  | 4           | 6           | 5           | 10          | 6           | 15          | 6           | 3           | 4           | 12          | 6           | 3           | DNF         | 17          | 4           | DNF         | 6           | DSQ         | 8           | 257    |
| 3    | Williams-Mercedes    | 77  | DNS         | 5           | 6           | 4           | 4           | 14          | 3           | 5           | 5           | 13          | 9           | 4           | 5           | 5           | 12†         | DNF         | 3           | 5           | 13          | 257    |
| 4    | Red Bull-Renault     | 3   | 6           | 10          | 9           | 6           | 7           | 5S          | 13          | 10          | DNF         | 3S          | DNF         | 8           | 2S          | 15          | 15†         | 10          | 5           | 11          | 6           | 187    |
| 4    | Red Bull-Renault     | 26  | DNS         | 9           | DNF         | 9           | 10          | 4           | 9           | 12          | 6           | 2           | 4           | 10          | 6           | 13          | 5           | DNF         | 4           | 7           | 10          | 187    |
| 5    | Force India-Mercedes | 11  | 10          | 13          | 11          | 8           | 13          | 7           | 11          | 9           | 9           | DNF         | 5           | 6           | 7           | 12          | 3           | 5           | 8           | 12          | 5           | 136    |
| 5    | Force India-Mercedes | 27  | 7           | 14          | DNF         | 13          | 15          | 11          | 8           | 6           | 7           | DNF         | DNS         | 7           | DNF         | 6           | DNF         | DNF         | 7           | 6           | 7           | 136    |
| 6    | Lotus-Mercedes       | 8   | DNF         | 11          | 7           | 7           | 8           | 12          | 10          | DNF         | DNF         | 7           | 3           | DNF         | 13†         | 7           | DNF         | DNF         | 10          | 8           | 9           | 78     |
| 6    | Lotus-Mercedes       | 13  | DNF         | DNF         | DNF         | 15          | DNF         | DNF         | 7           | 7           | DNF         | 14          | DNF         | DNF         | 12          | 8           | 7           | 8           | 11          | 10          | DNF         | 78     |
| 7    | Toro Rosso-Renault   | 33  | DNF         | 7           | 17†         | DNF         | 11          | DNF         | 15          | 8           | DNF         | 4           | 8           | 12          | 8           | 9           | 10          | 4           | 9           | 9           | 16          | 67     |
| 7    | Toro Rosso-Renault   | 55  | 9           | 8           | 13          | DNF         | 9           | 10          | 12          | DNF         | DNF         | DNF         | DNF         | 11          | 9           | 10          | DNF         | 7           | 13          | DNF         | 11          | 67     |
| 8    | Sauber-Ferrari       | 9   | 8           | DNF         | 10          | 14          | 14          | 13          | 14          | 13          | 11          | 10          | 10          | 9           | 11          | 14          | DNF         | DNF         | 12          | 16          | 14          | 36     |
| 8    | Sauber-Ferrari       | 12  | 5           | 12          | 8           | 12          | 12          | 9           | 16          | 11          | DNS         | 11          | 11          | 13          | 10          | 20†         | 6           | 9           | DNF         | 13          | 15          | 36     |
| 9    | McLaren-Honda        | 14  |             | DNF         | 12          | 11          | DNF         | DNF         | DNF         | DNF         | 10          | 5           | 13          | 18†         | DNF         | 11          | 11          | 11          | DNF         | 15          | 17          | 27     |
| 9    | McLaren-Honda        | 20  | DNS         |             |             |             |             |             |             |             |             |             |             |             |             |             |             |             |             |             |             | 27     |
| 9    | McLaren-Honda        | 22  | 11          | DNF         | 14          | DNS         | 16          | 8           | DNF         | DNF         | DNF         | 9           | 14          | 14          | DNF         | 16          | 9           | 6           | 14          | 14          | 12          | 27     |
| 10   | Marussia-Ferrari     | 28  | DNP         | DNS         | 15          | 16          | 17          | 17          | 17          | DNF         | 13          | 16†         | 16          | 15          | 15          | 19          | 14          | DNF         | 16          | 17          | 18          | 0      |
| 10   | Marussia-Ferrari     | 53  |             |             |             |             |             |             |             |             |             |             |             |             | 14          | 18          |             | 12          | 15          | 18          |             | 0      |
| 10   | Marussia-Ferrari     | 98  | DNP         | 15          | 16          | 17          | 18          | 16          | DNF         | 14          | 12          | 15          | 15          | 16          |             |             | 13          |             |             |             | 19          | 0      |
| Pos. | Constructeur         | Nr. | AUS         | MAL         | CHN         | BHR         | SPA         | MON         | CAN         | OOS         | GBR         | HON         | BEL         | ITA         | SIN         | JPN         | RUS         | VST         | MEX         | BRA         | ABU         | Punten |
| Pos. | Constructeur         | Nr. | Grands Prix |             |             |             |             |             |             |             |             |             |             |             |             |             |             |             |             |             |             | Punten |

| Resultaat                       |
| ------------------------------- |
| Winnaar                         |
| Tweede plaats                   |
| Derde plaats                    |
| Gefinisht (punten behaald)      |
| Gefinisht (geen punten behaald) |
| Niet geklasseerd (NC)           |
| Uitgevallen (DNF)               |
| Niet gekwalificeerd (DNQ)       |
| Gediskwalificeerd (DSQ)         |
| Niet gestart (DNS)              |
| Gewond (INJ)                    |
| Uitgesloten (EX)                |
| Teruggetrokken (WD)             |
| Niet deelgenomen (blanco cel)   |
| P Pole position                 |
| S Snelste ronde                 |

Opmerkingen:

- † — Coureur is niet gefinisht in de GP, maar heeft wel 90% van de race-afstand afgelegd, waardoor hij als geclassificeerd genoteerd staat.

1950 · 1951 · 1952 · 1953 · 1954 · 1955 · 1956 · 1957 · 1958 · 1959 · 1960 · 1961 · 1962 · 1963 · 1964 · 1965 · 1966 · 1967 · 1968 · 1969 · 1970 · 1971 · 1972 · 1973 · 1974 · 1975 · 1976 · 1977 · 1978 · 1979 · 1980 · 1981 · 1982 · 1983 · 1984 · 1985 · 1986 · 1987 · 1988 · 1989 · 1990 · 1991 · 1992 · 1993 · 1994 · 1995 · 1996 · 1997 · 1998 · 1999 · 2000 · 2001 · 2002 · 2003 · 2004 · 2005 · 2006 · 2007 · 2008 · 2009 · 2010 · 2011 · 2012 · 2013 · 2014 · 2015 · 2016 · 2017 · 2018 · 2019 · 2020 · 2021 · 2022 · 2023 · 2024 · 2025 · 2026 
 Lijst van Formule 1 Grand Prix-wedstrijden